# 小野田家住宅
小野田家住宅（おのだけじゅうたく）は、愛知県豊橋市高塚町字郷中65にある邸宅。主屋と長屋門が登録有形文化財。

## 歴史

### 12代 小野田吉次郎
江戸時代の小野田家は三河国渥美郡高塚村の庄屋を務めていた。
文政5年（1822年）に西七根村に生まれた高橋吉次郎（小野田吉次郎）は、小野田家の養子となって12代当主を襲名した。26歳の時に国学者の羽田野敬雄に師事すると、高塚村において殖産興業や自力更生を説いた。平民ながら寺子屋を開くなどし、後に代議士となる高橋小十郎などが小野田吉次郎に学んだ。
小野田吉次郎は酒造業や薬品販売なども営んでおり、仕事で江戸に向かうこともあった。嘉永2年（1849年）には長屋門が建てられたが、江戸の武家屋敷の門構えを気に入ったためだとされる。明治維新後の1876年（明治9年）には長屋門で郵便取扱所を始めた。小野田吉次郎は1879年（明治12年）に死去した。

### 13代 小野田澄吉郎
弘化2年（1845年）、小野田吉次郎は額田郡深溝村の岩瀬澄吉郎（小野田澄吉郎）を養子に迎えた。1886年（明治19年）、13代当主の小野田澄吉郎によって小野田家の主屋が建てられた。1892年（明治25年）、小野田澄吉郎は新たに設立された豊橋銀行の株主となり、1898年（明治31年）には新たに設立された三遠銀行（→尾三貯蓄銀行→尾三銀行）の株主となった。1920年（大正9年）には主屋が増築された。

### 近年の動向
2013年（平成25年）6月21日、主屋と長屋門が登録有形文化財に登録された。

## 建築
渥美半島の付け根と言える豊橋市南部、遠州灘に面する段丘の上にある。

### 主屋
敷地中央には主屋が南面する。主屋の主体部は2階建であり、西側に増築した座敷棟を接続する。1階の東側は土間、西側は2列6室の居室であり、2階には納戸と中廊下型の4室がある。木造2階建、瓦葺。1886年（明治19年）竣工。

### 長屋門
主屋の南方には長屋門が南面する。木造平屋建、瓦葺。嘉永2年（1849年）竣工。桁行17m、梁間4.6m。